# Hyacinthus transcaspicus
Hyacinthus transcaspicus là một loài thực vật có hoa trong họ Măng tây. Loài này được Litv. mô tả khoa học đầu tiên năm 1916.